# Joseph Luns
Joseph Antoine Marie Hubert Luns (født 28. august 1911 i Rotterdam, død 17. juli 2002 i Brussel) var en hollandsk politiker. Han var generalsekretær for Nato fra 1. oktober 1971 til 25. juni 1984.
Han var fra 1933 til 1936 medlem af den nationalsocialistiske bevægelse (NSB), som han forlod på baggrund af sin modstand mod partiets antisemitisme. Under 2. Verdenskrig var Luns en central figur i det pro-vestlige efterretningsarbejde, og han blev i 1943/44 tilknyttet den hollandske eksilregering.
Luns blev i 1984 hædret med the Presidential Medal of Freedom. 